# Prueba de fe
Prueba de fe es una serie de televisión producida por VIP 2000, Ideas Estudios y Televen en 2017. La serie es dirigida por Tony Rodríguez y escrita por César Sierra junto a un grupo de 4 guionistas de América; grabada en Venezuela, Estados Unidos, Panamá y México e interpretada por exitosos actores latinoamericanos.
Las grabaciones empezaron en 2015 en Mérida (Venezuela). El primer capítulo (Madre Teresa de Calcuta) se estrenó el 4 de septiembre de 2016. El estreno oficial fue el 13 de marzo de 2017 por la cadena venezolana Televen.

## Sinopsis
Prueba de Fe es una serie en la que muestra historias de milagros de la vida real. Los capítulos tienen formatos de una hora de duración.
La serie está conformada por un gran elenco nacional e internacional.

## Producción
- Venezuela: Coproduce Idea Estudios de Tony Rodríguez y Jhony Pulido con Televen.

- México: A través de la Productora Independiente Caaliope Productions de Carlos Sánchez Vega y Alicia Flores; y la casa productora Popcornbrain de Francis Brunette y Diego A. Molina.

- Panamá: Con Emotion y KM con el joven director José Luis Rodríguez.

- Miami: Los produce Nirvana Films empresa del conocido actor internacional Ricardo Álamo, quien dirige y produce en esa ciudad.

- Los Ángeles: A través de la Productora Nitro Group de Mariano Roson.

## Elenco

### Juan Pablo II
- Norkys Batista
- Caridad Canelón
- Miguel de León
- Ana María Simon
- María Cristina Lozada
- Michelle Taurel
- Anthony Lo Russo

### San Judas Tadeo
- Jonathan Montenegro
- Ash Oliveira
- Hernan López
- Yinira Cárdenas
- Mike Pérez

### San Martín de Porres
- Daniel Ávalos
- Vanessa Saba
- Adolfo Aguilar
- Karen Schwarz
- Jorge Da Fieno
- Stephanie Cayo

### Don Bosco
- Juan Carlos García
- Julianne Canto
- Jorge Guerrero
- Mariela Aragón
- Leo Wiznitzer

### San Francisco de Asís
- Paulo Brunstein
- Karl Hoffman
- Francia Maduro
- Edwin Teira
- Marcela Bejarano
- Miguel Oyola

### San Valentín
- Andrea Pérez
- Jirac Caro
- Paulette Thomas
- Juan Bravo
- David Amador

### Santa Rosa de Lima
- Celine Aguirre
- Nicolás Galindo
- Virna Flores
- Reynaldo Arenas
- Silvana Arias
- Rossana Fernández-Maldonado
- Alessandra Fuller

### San Agustín
- Andrea Urribarri
- Hernan Garilio
- Diana Abugamen
- Ricardo Martino
- Alejandro Brahman
- Rodrigo Farrugia

### Santa Cecilia
- Adriana Prietto
- Nicole Hoffman
- Masha Argüelles
- Ivette Córdovez

### Santa Mariana Cope
- Luisa Jaramillo
- Alejandra Araúz
- Rafael Nieto
- Bárbara Jay

### Santa Rita de Casia
- Gabriela Gnazzo
- Agustín Goncalves
- Jessica Aceti Laforgia
- Jorge López
- Orlando Márquez
- Daniel Márquez
- Ricardo Santana

### San Antonio de Padua
- Eduardo Orozco
- Claudia La Gatta
- Héctor Peña
- Laureano Olivares
- Gioia Lombardini
- Diana Díaz
- Violeta Alemán
- Candy Montesinos
- José Mantilla

### Padre Pío
- Nathalia Martínez
- Gabriel Mantilla
- Greisy Santeliz
- Sócrates Serrano
- Katherine Monasterios
- Gerardo Soto
- Martha Pernalete
- Chris Medina
- Marcos Moreno
- Mariely Ortega

### San Dimas
- César Román
- Antonio Delli
- María Cristina Lozada
- Rhandy Piñango
- Rolando Padilla

### Madre Teresa de Calcuta
- pedro hotomlp
- Henry Soto
- Sonia Villamizar
- Gladys Seco
- Carlos Camacho
- Leonardo Aldana
- Aura Rivas
- Antonio Cuevas